# Вайдаг вогнистий
Вайда́г вогнистий (Euplectes orix) — вид горобцеподібних птахів ткачикових (Ploceidae). Мешкає в Африці на південь від екватора.

## Таксономія

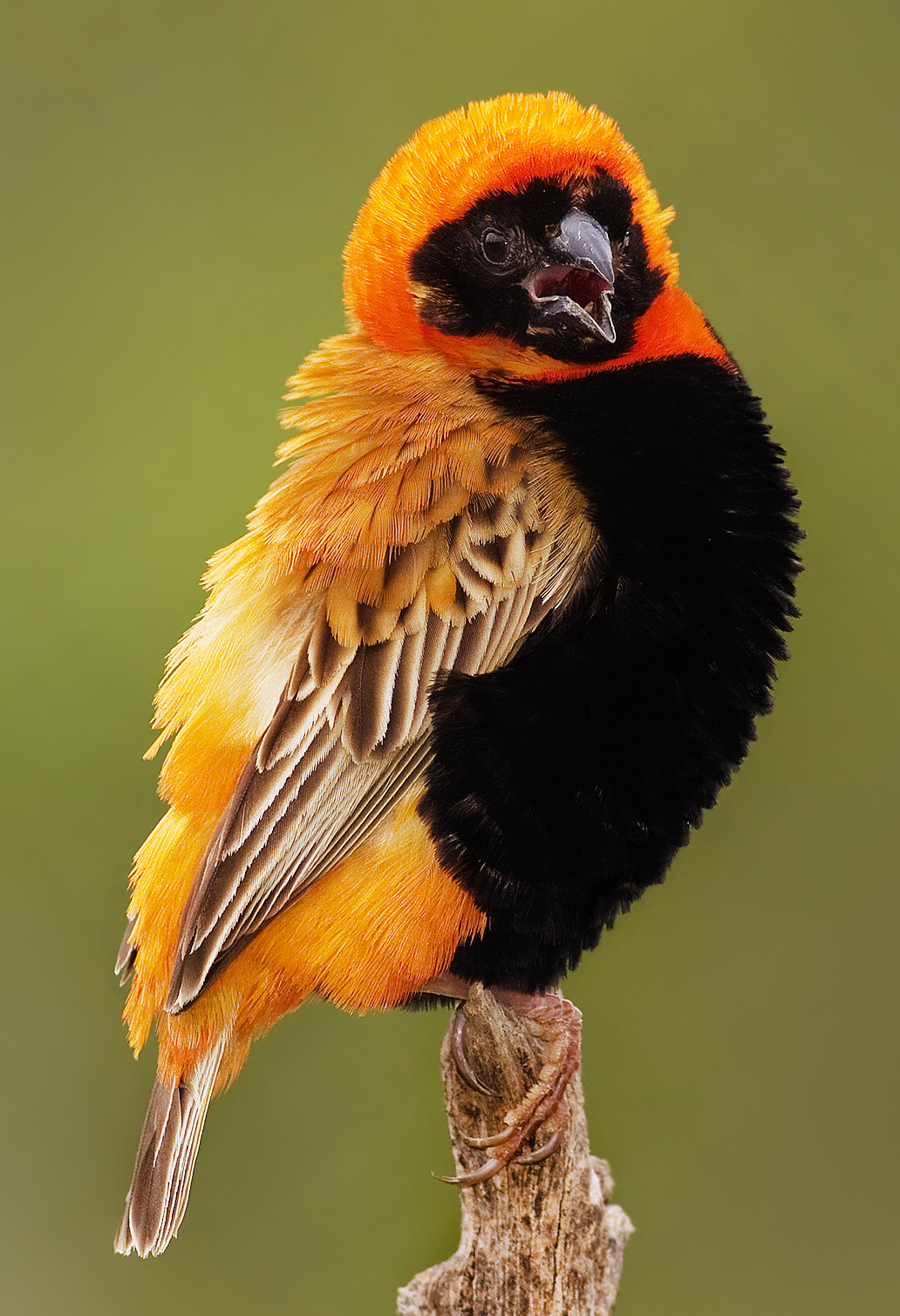
Самець вогнистого вайдага

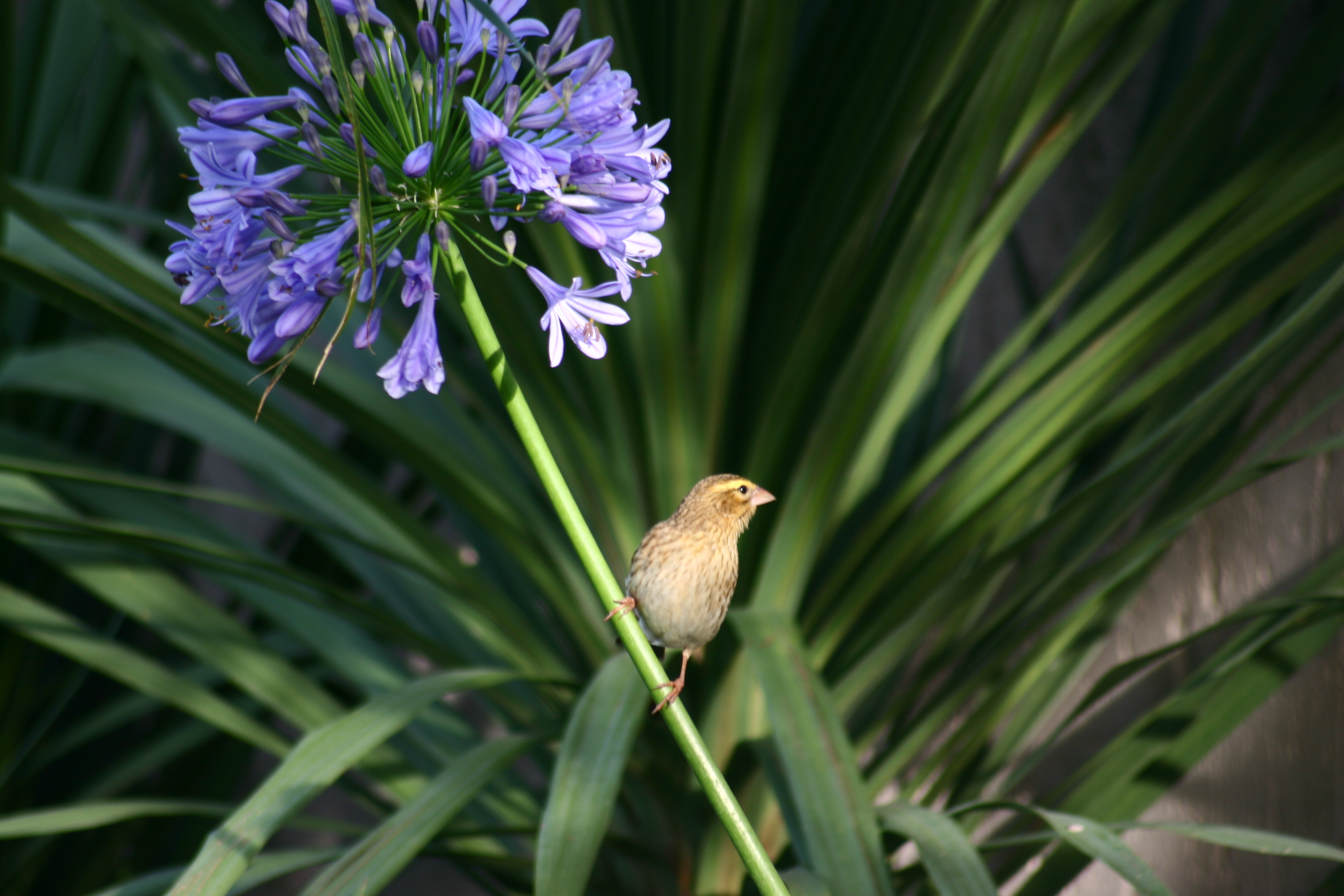
Самиця вогнистого вайдага в заростях агапантусу

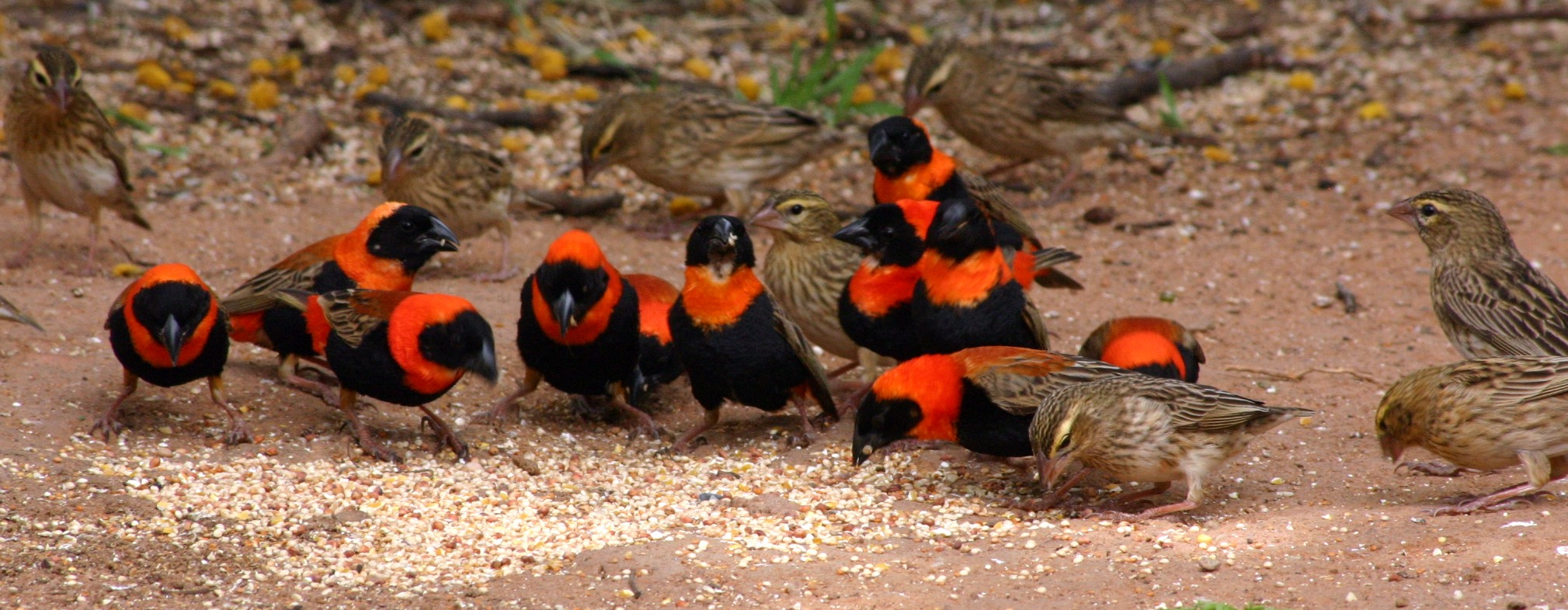
Зграя вогнистих вайдагів

У 1751 році англійський натураліст Джордж Едвардс включи опис вогнистого вайдага до четвертого тому свої праці «A Natural History of Uncommon Birds» і додав ілюстрацію цього птаха. Він використовував англійську назву  "The Grenadier". Коли в 1758 році шведський натураліст Карл Лінней випустив десяте видання своєї Systema Naturae, він включив до книги опис вогнистого вайдага, для якого він придумав біномінальну назву Emberiza orix, помістивши вид в рід Вівсянка (Emberiza). Пізніше вогнистого вайдага перевели до роду Вайдаг (Euplectes), введеного британським зоологом Вільямом Свенсоном у 1829 році. Вогнистий вайдаг є типовим видом цього роду.

## Опис
Довжина птаха становить 10-14 см. У самців під час сезону розмноження забарвлення переважно червоне або оранжеве, лоб, обличчя, нижня частина грудей і живіт чорні, крила і хвіст коричневі. Верхня частина грудей і нижні покривні пера хвоста червоні. Дзьоб міцний, конічної форми, чорний. У самиць і самців під час сезону розмноження забарвлення переважно коричневе, поцятковане темними смугами, нижня частина тіла світліша. У молодих птахів махові пера мають широкі світлі края.

## Поширення і екологія
Вогнисті вайдаги мешкають в Уганді, Руанді, Бурунді, Кенії, Танзанії, Демократичній Республіці Конго, Анголі, Замбії, Зімбабве, Малаві, Мозамбіку, Намібії, Ботсвані, Південно-Африканській Республіці, Лесото і Есватіні, були інтродуковані на Ямайці. Вони живуть на вологих луках, зокрема на заплавних, в очеретяних заростях на берегах річок і озер, на болотах і солончаках та на рисових полях. Живляться насінням трав, а також комахами. Вогнистим вайдагам притаманна полігінія, коли на одного самця припадає кілька самиць. Вони гніздяться великими колоніями, які можуть нараховувати до кількох сотень гнізд. Вона мають кулеподібну форму з бічним входом і "дашком" над ним, робляться з очерету і трави, встелюються м'яким рослинним матеріалом, розміщуються серед високої трави або очерету, на висоті до 2 м над землею. В кладці 3 яйця синьо-зеленого або бірюзового кольору, розміром 19×14 мм. Інкубаційний період триває 12-13 днів, пташенята покидають гніздо через 11-15 днів після вилуплення.